# Intelligo ut credam
L'espressione latina intelligo ut credam significa letteralmente "capisco per credere". È stata introdotta da Sant'Agostino per risolvere il problema della non-conoscibilità del Dio trascendente dei cristiani. Sarà poi modificata in "Credo ut intelligam" ("credo per capire") da Anselmo d'Aosta. 
Essa riprende lo stesso concetto della filosofia platonica: è necessario possedere la conoscenza del mondo (e, nel caso di Platone, delle idee) per permettere all'uomo di giungere alla fede in Dio.